# Монтедуро (Ређо Емилија)
Монтедуро је насеље у Италији у округу Ређо Емилија, региону Емилија-Ромања.
Према процени из 2011. у насељу је живело 139 становника. Насеље се налази на надморској висини од 804 м.